# Плоть (христианство)
Плоть (лат. caro) — в христианстве: земное начало в человеке, а также мягкие части человеческого тела, противостоящие как костям (Быт. 2:23), так и крови.
Весь человек с телом и душой может быть обозначен плотью (Ин. 1:14). Особенностью христианских воззрений является убеждение в наличии у плоти особого хотения (лат. voluntas) сексуального характера (Ин. 1:13). Устанавливая таинство евхаристии, Христос раздаёт ученикам хлеб и нарекает его своей плотью (Ин. 6:53), противопоставляя плоть крови и, при этом, плоть отождествляется с телом (1Кор. 6:16). В Апостольском Символе Веры утверждается догмат воскрешения плоти после Второго Пришествия. Апостол Павел говорит о делах плоти (лат. opera carnis) как о греховном начале (Гал. 5:19)

## Дела плоти
1. прелюбодеяние (греч. μοιχεία)
2. блуд (греч. πορνεία)
3. нечистота (греч. ἀκαθαρσία)
4. непотребство (греч. ἀσέλγεια)
5. идолослужение (греч. εἰδωλολατρία)
6. волшебство (греч. φαρμακεία)
7. вражда
8. ссоры
9. зависть
10. гнев (греч. θυμοί)
11. распри
12. разногласия
13. ереси (греч. αἱρέσεις)
14. ненависть (греч. φθόνοι)
15. убийства (греч. φόνοι)
16. пьянство
17. бесчинство